# Trichoniscus verhoeffii
Trichoniscus verhoeffii är en kräftdjursart som beskrevs av Dahl 1919. Trichoniscus verhoeffii ingår i släktet Trichoniscus och familjen Trichoniscidae. Inga underarter finns listade i Catalogue of Life.